# Musée d'Ethnographie du Trocadéro
Le musée d’Ethnographie du Trocadéro, premier musée ethnographique parisien, fut instauré en 1878 sous le nom de Muséum ethnographique des missions scientifiques par le ministère de l’Instruction publique dans le palais du Trocadéro. Ernest Hamy, son premier directeur, joua un rôle prépondérant dans sa création. Après une période d’activité assez importante jusqu’à sa démission et son remplacement par René Verneau en 1906, le manque de fonds, l’inadéquation des locaux et la mobilisation de son personnel pendant la Première Guerre mondiale arrêtèrent son développement et entraînèrent une dégradation partielle des collections. 
En 1928, Paul Rivet fut nommé à sa tête et le fit rattacher à la chaire d’anthropologie du Muséum national d'histoire naturelle. Il entreprit avec des collaborateurs comme Georges Henri Rivière de moderniser la muséographie ethnographique, mais les locaux, jugés insuffisamment aptes à assurer la fonction de musée, furent démolis en 1935 pour laisser place au palais de Chaillot. Le musée s’y réincarna en 1937 sous la forme du musée de l'Homme, ses collections françaises trouvant place au musée national des Arts et Traditions populaires créé en même temps dans le même lieu. De nombreux artistes du début du XXe siècle allèrent y découvrir les « arts primitifs », en particulier l’« art nègre ».

## Naissance
Au début du XIXe siècle, Edme François Jomard (1777-1862) s’était démené en vain pour faire aboutir son projet détaillé de musée ethnographique. Depuis 1874, Ernest Hamy (1842-1908), anthropologue du Muséum d’histoire naturelle, faisait campagne auprès de la direction des Beaux-Arts pour la création à Paris d’un tel musée dont disposaient déjà d’autres métropoles européennes. En France même, Douai, Lille, Boulogne-sur-Mer, Le Havre, Caen, Bordeaux et Orléans possédaient déjà un musée sur ce thème. Outre ce qui avait été rapporté durant les siècles précédents, dispersé dans différents musées, cabinets et bibliothèques, les missions scientifiques de la seconde moitié du siècle, confiées à des hommes tels que Charles Wiener, Léon de Cessac, Alphonse Pinart, Jules Crevaux, Édouard André, René Verneau, Charles-Eugène Ujfalvy de Mezőkövesd, Jules Harmand, Louis Delaporte, etc. avaient considérablement augmenté l’ensemble, sans parler des dons comme celui de Léonce Angrand, diplomate au Pérou. La France possédait alors sans doute la plus importante collection d’objets ethnographiques — et dans une moindre mesure archéologiques — en provenance d’Amérique du Sud. 
Wiener persuada Oscar de Watteville, directeur des Sciences et Lettres, de l’intérêt de présenter l’année de l’Exposition universelle de 1878 la très importante collection péruvienne qu’il avait récemment rapportée. Le ministère de l’Instruction accepta d’organiser un « musée temporaire des missions ethnographiques », de janvier à mi-mars 1878, au palais de l'Industrie. Hamy vit là une occasion à ne pas manquer et fit ajouter d’autres collections pour créer un embryon de musée : objets colombiens et équatoriens d'André, pièces américaines de Crevaux, Cessac, Pinart, collection d'Asie centrale de de Ujfavly, inscriptions cambodgiennes provenant de Harmand, pièces des Célèbes rapportées par La Savinière et Ballieu, objets des Canaries de Verneau. Il se chargea de plus de la muséographie. Les pièces étaient présentées dans un décor agrémenté de grandes peintures de sites péruviens et colombiens réalisées par M. Cetner et Paul Roux, ainsi que de moulages de vestiges archéologiques fabriqués sous la direction d'Émile Soldi. Le succès de cette exposition, allié à l’avantage pour un État en pleine expansion coloniale d’encourager le public à s’intéresser aux contrées lointaines, persuada le ministère de pérenniser le musée. Des commissions, auxquelles participa Jules Ferry, furent instaurées en octobre 1878 pour décider d’un site définitif et faire l’inventaire et le tri des collections. E. Hamy fut nommé secrétaire et rapporteur, le responsable officiel étant Watteville. Le budget fut attribué en 1880. Le musée disposait comme personnel principal de deux conservateurs, Hamy, également directeur du musée et des missions scientifiques, et Armand Landrin, de cinq gardiens, et un d’artiste officiel responsable des moulages et mannequins, Jules Hébert.

## Nature et fonctionnement

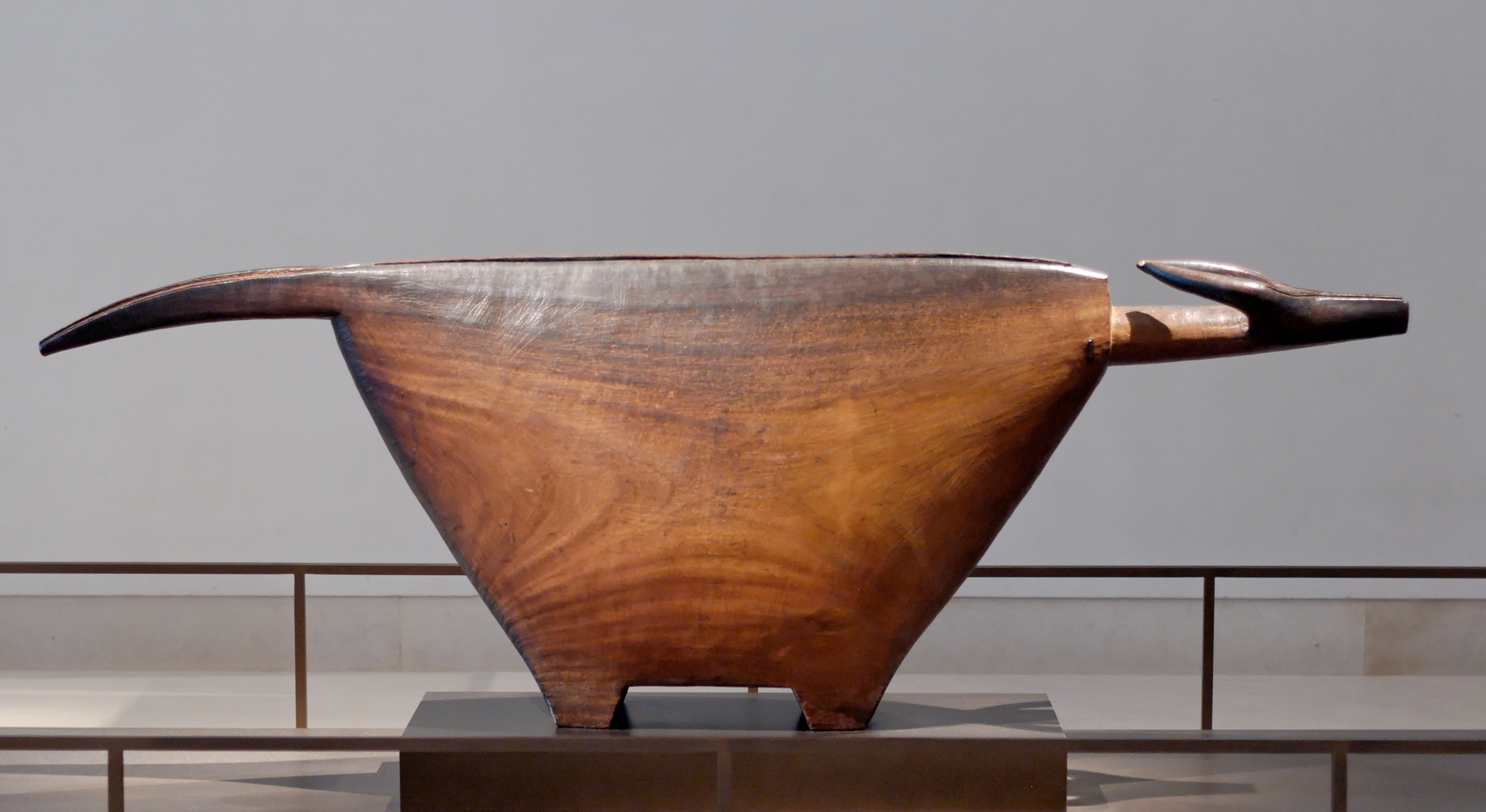
Tambour yangéré, don de Pierre Savorgnan de Brazza, actuellement au pavillon des Sessions du musée du Louvre à Paris.

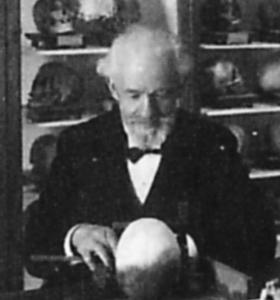
René Verneau, spécialiste des Îles Canaries et deuxième directeur du musée.

Le muséum des missions ethnographiques fut instauré comme un musée purement scientifique rattaché à la direction des Sciences et Lettres, qui de plus ne devait pas faire double emploi avec les musées d’anthropologie. Il était en effet essentiel, pour achever de persuader l’État de fonder ce nouvel établissement, de garantir qu’il n’entrerait pas en concurrence avec les musées et bibliothèques ayant déjà pignon sur rue. Ainsi, il fut précisé dans l’arrêté ministériel de novembre 1877 le concernant que les pièces d’intérêt historique ou artistique provenant d’Italie, de Grèce, d’Égypte ou d’Orient revenaient de droit au Louvre, les objets préhistoriques ou gallo-romains provenant de France étaient le lot du musée de Saint-Germain-en Laye, les médailles, livres et manuscrits devaient être confiés à la Bibliothèque nationale de France. Le nouveau musée ne pouvait pas recevoir de pièces anthropologiques ou d’histoire naturelle, il ne pouvait pas non plus dispenser d'enseignement ; une proposition d’« école des missions » par Landrin fut ainsi refusée. Il pouvait néanmoins procéder à des échanges avec d’autres établissements français et étrangers. En 1884, une salle française fut ouverte à l’initiative de Landrin, embryon du futur musée national des Arts et Traditions populaires. 
Hamy souhaitait procéder à une exposition méthodique des pièces préalablement soigneusement classées, qui fasse comprendre leur valeur qualifiée par lui de « relative », c’est-à-dire liée à leur mise en contexte. Les espaces d’exposition devaient idéalement s’articuler autour d’une salle centrale pour mettre en évidence les connexions géographiques et ethnologiques. L’idée directrice de la muséographie était de montrer les progrès continus de l’humanité. Un argument pour la création du musée était selon Hamy que l’ethnologie pouvait servir de référence et de source d’information précieuse aux autres sciences, ainsi qu’aux secteurs économiques de l’artisanat, de l’industrie et même du commerce extérieur. En 1882, la Revue ethnographique fut lancée pour promouvoir le travail de terrain et la recherche objective, contrairement aux revues existantes sur les civilisations ou l'ethnographie qui privilégiaient les débats théoriques, mais elle ne dura que sept ans. Cependant, selon un témoignage de 1886, les scènes reconstituées à l’aide de mannequins attiraient surtout le public, les autres objets ne pouvant pas bénéficier d’une exposition favorable du fait des défauts du local. Des peintres, néanmoins, comme Pablo Picasso, bravèrent ces conditions défavorables pour s’exposer à la magie de l’art primitif. 
Pour ce qui concerne les locaux, le palais du Champ de Mars de l’Exposition universelle semblait à Hamy le plus propre à être aménagé comme il le souhaitait, pouvant être de plus doté d’un chauffage en sous-sol, mais le budget d’aménagement fut jugé trop important par le ministère. Il fut décidé, contre l’avis de Viollet-le-Duc, principal spécialiste de la commission du site, d’attribuer au nouveau musée un espace dans un autre bâtiment construit pour l’exposition et dont avait hérité le ministère, le palais du Trocadéro conçu par Davioud et Bourdais. Pourtant, outre le manque de chauffage, le local n’était pas non plus équipé d’un système d’éclairage. Il ne put jamais disposer de salles de manipulation ni de laboratoires, et donnait finalement l’impression d’« un magasin de bric-à-brac ». 
Par ailleurs, le musée souffrit toujours de l’insuffisance de son budget qui entraîna, par exemple, la fermeture de la salle océanienne entre 1890 et 1910, et celle de la salle française en 1928. Picasso se rappelait avoir été « déprimé par l’odeur de moisi et d’abandon » lors d’une visite en 1907. Les mauvaises conditions d'exposition et de conservation rendirent des restaurations nécessaires dès 1895. Le mobilier devait être acheté d’occasion, ou fait en bois bon marché peint en noir pour lui donner un aspect plus noble, voire fabriqué à partir des caisses ayant servi à l’expédition des pièces. Les problèmes s’accentuèrent pendant la Première Guerre mondiale qui priva le musée de son personnel. En 1919, un député qualifia le musée du Trocadéro de « honte pour la France ». Le directeur R. Verneau riposta avec un projet d’amélioration muséographique, tout en soulignant la difficulté de le réaliser avec le budget et dans les locaux d’alors. Il faudrait attendre 20 ans pour que les collections soient installées dans des locaux à leur mesure.
En effet, grâce aux efforts d'Hamy en matière de missions et de relations publiques, le musée était  passé de 6 000 pièces au départ à 75 000 en 1910. Elles continuèrent de s’enrichir à travers des dons ou des missions, particulièrement sous l’impulsion de P. Rivet et G. Rivière qui fréquentaient les milieux socialistes humanistes approuvant leur projet d'éducation populaire, ainsi que des artistes dont certains offrirent des pièces de leur collection. L'écrivain Raymond Roussel finança en partie une mission en Afrique. Des galas, des défilés de mode inspirés des collections s’ajoutèrent aux expositions pour promouvoir le musée et faciliter le financement des expéditions. Le muséum auquel était rattaché le musée d’ethnographie depuis 1928 lui offrit sa première tête sculptée de l’île de Pâques, cédée par le Laboratoire de Géologie. Le Canadien National offrit le mât-totem de Colombie-Britannique qui deviendrait pour le public un des emblèmes du musée de l'Homme. Grâce à une bonne collaboration avec le musée de Saint-Germain et le musée Guimet, ces deux établissements cédaient au Trocadéro des éléments de dons de nature plus ethnographique qu'historique ou scientifique.
La constitution des collections de ce musée relève parfois du pillage. Les dirigeants du palais du Trocadéro ont ainsi initié en 1931 la Mission Dakar-Djibouti ramenant en France des milliers d'objets issus du pillage du patrimoine africain : « au cours de leur mission ethnologique, Griaule et ses compagnons ratissent complètement l'Afrique, achetant à vil prix par-ci, rackettant par-là, dépouillant en somme les autochtones de tous les symboles de leur culture, au profit des musées hexagonaux. »

## Le musée et les artistes
De nombreux artistes fauves et cubistes avaient découvert l’« art nègre » au musée du Trocadéro. Pablo Picasso, selon ses dires, y aurait compris « le sens même de la peinture, comme une forme de magie qui s’interpose entre l’univers hostile et nous, une façon de saisir le pouvoir, en imposant une forme à nos terreurs comme à nos désirs ». Plus tard, lorsqu’à partir de 1928, Paul Rivet et Georges Rivière s’attelèrent à la réorganisation du musée, les préoccupations des ethnologues et de certains surréalistes se rejoignirent partiellement pour promouvoir une vision de l’objet dans son contexte social et humain et non seulement comme objet esthétique. Des surréalistes dissidents et des ethnologues comme Marcel Griaule, André Schaeffner, Rivet et Rivière coproduisirent la revue Documents, qui parut pendant deux ans, d'avril 1929 à janvier 1931. Néanmoins, les oppositions entre ethnologues et esthètes préfigurant le débat entourant la création du musée du Quai Branly apparurent clairement au fur et à mesure que le musée de l’Homme affirmait sa nature scientifique.